# HD 14412
HD 14412 (HR 683 / HIP 10798) es una estrella de magnitud aparente +6,34 situada en la constelación de Fornax, el horno, a 41,3 años luz del sistema solar.
El sistema estelar conocido más cercano a HD 14412 es HIP 10617; Fornacis (α Fornacis), la estrella más brillante de la constelación, se encuentra a poco más de 10 años luz de ella.
HD 14412 es una enana amarilla de tipo espectral G8V.
Más fría que el Sol —su temperatura superficial es de aproximadamente 5350 K—, brilla con una luminosidad equivalente al 43% de la luminosidad solar.
De características físicas similares a las de 61 Ursae Majoris y 41 Arae A, tiene el 82% de la masa solar y su diámetro corresponde al 77% del que tiene el Sol.
No se ha detectado exceso en el infrarrojo ni a 24 μm ni a 70 μm, lo que parece descartar la presencia de un disco de polvo a su alrededor.
Una diferencia notable con el Sol es su baja metalicidad ([Fe/H] = -0,46), apenas un tercio de la de nuestra estrella.
Elementos como sodio, magnesio, calcio y níquel muestran la misma tendencia.
Asimismo, destaca el contenido especialmente bajo de manganeso ([Mn/H] = -0,54).
Es una estrella de disco fino probablemente antigua; su edad se estima en 8000 millones de años.